# Алмазян, Завен Саркисович
Завен Саркисович Алмазян (арм. Զավեն Սարգիսի Ալմազյան, 1950, Ростов-на-Дону, Ростовская область, РСФСР, СССР — 1973, Новочеркасск, Ростовская область, РСФСР, СССР) — советский серийный убийца, насильник и некрофил, совершивший в 1969—1970 годах 3 убийства и 12 изнасилований в Ростове-на-Дону (первые 3 изнасилования) и Ворошиловграде.

## Биография

### Детство и юность
Завен Алмазян родился в 1950 году в городе Ростов-на-Дону в армянской семье. В детстве параллельно с учёбой в школе занимался в секции вольной борьбы, освоив удушающие приёмы, которые впоследствии неоднократно применял против своих жертв. В 1968 году окончил школу и поступил в техникум, работал грузчиком. Именно в это время и произошёл психологический надлом в его характере — девушка, с которой он рассчитывал лишиться девственности, предпочла ему другого.

### Первые преступления
С начала 1969 года Алмазян начал совершать нападения на женщин в Ростове-на-Дону, которые проводил по одному и тому же сценарию — приставлял к лицу жертвы нож и говорил, что её проиграли в карты, после чего отводил её в укромное место и насиловал. Во время третьего нападения Алмазян потерял студенческий билет на своё имя, однако ему удалось ввести в заблуждение сотрудников милиции, сказав, что это не он совершил изнасилование, а билет потерял незадолго до того. Испугавшись разоблачения, он пошёл в военный комиссариат и попросил призвать его на службу в Советскую Армию. Служил Алмазян в одной из воинских частей в Ворошиловграде, был смотрящим за свинарником при части. Эта должность позволяла ему избегать бдительного контроля со стороны командования и получить возможность уходить в самовольные отлучки. 26 марта 1970 года он совершил первое нападение в Ворошиловграде, а в последующие 2 недели — ещё 5 нападений. Видя серийный характер совершённых преступлений, руководство областного Управления внутренних дел направило на улицы усиленные милицейские патрули и добровольные народные дружины, общей численностью около 300 человек. Опасаясь поимки, Алмазян начал совершать преступления в наиболее безлюдных районах города.

### Убийства
14 апреля 1970 года Алмазян совершил первое убийство. Связав тесьмой руки 17-летней Светланы Мазуриной и заткнув ей рот куском вафельного полотенца, он изнасиловал и задушил её. В качестве трофея он забрал позолоченные часы жертвы. 16 мая 1970 года при попытке изнасилования одной из девушек, игравших роль «приманки» для маньяка, был задержан некий Виталий Власов. Тот признался в ряде совершённых им в 1966—1970 годах изнасилований (всего было доказано 22 эпизода), однако отказался признавать себя виновным в убийстве. Впоследствии Власов был приговорён к 15 годам лишения свободы. Вскоре при попытке изнасилования 13-летней девочки был задержан ещё один предполагаемый маньяк, но и он оказался непричастным к убийству. В милицию пришло анонимное письмо, автор которого утверждал, что знает, кто убийца, однако при проверке эти сведения также не подтвердились.
4 июля 1970 года Алмазян совершил изнасилование и убийство 17-летней Нины Зайковой. На месте преступления он оставил обрывок газеты «Сельская жизнь». 6 августа 1970 года он напал на 20-летнюю Ольгу Серову, возвращавшуюся домой с работы, однако вмешательство прохожего заставило его скрыться. 22 сентября 1970 года Алмазян вновь совершил неудачное нападение, скрывшись от случайных прохожих. На месте преступления он случайно уронил обрывок простыни, на которой был штамп воинской части. Однако следствие не сумело воспользоваться этим из-за ошибки заключения эксперта, неправильно определившего значения полустёртых цифр.
27 октября 1970 года Алмазян совершил убийство 20-летней Ларисы Роговой и совершил половой акт с трупом. У убитой забрал серёжку и кофту красного цвета.

### Арест, следствие и суд
В ночь с 7 на 8 ноября 1970 года он вместе с сообщником напал на женщину в одном из городских парков. Находившиеся неподалёку народные дружинники бросились в погоню. В результате прочёсывания парка Алмазян и ещё пять подозрительных мужчин были задержаны. Выжившая жертва маньяка опознала его.
Алмазян вскоре признался во всех преступлениях. В его бытовке при проведении обыска были обнаружены все вещи, похищенные у убитых и изнасилованных женщин. В общей сложности он совершил 3 убийства и 12 изнасилований. Выездная сессия военного трибунала Киевского военного округа приговорила Завена Алмазяна к высшей мере наказания — смертной казни через расстрел. Верховный Суд СССР оставил приговор без изменения. В 1973 году приговор был приведён в исполнение.

## В массовой культуре
- Документальный фильм «Стальные пальцы» из цикла «Следствие вели» (2009)
- Документальный фильм «Охотник на мёртвых» из цикла «Легенды советского сыска» (2017)